# فيلياتيس
فيلياتيس (Φιλιάτες) هي مدينة في ثيسبروتيا في مقاطعة كينتريكي إلادا في اليونان.

## أعلام
- كيرا فاسيليكي